# Athéna Chalkioikos
 (mai 2019).
Athéna Chalkioikos ou Athéna Khalkioikos (en grec Ἀθάνα Χαλκίοικος) est l'ancien nom populaire de la déesse de la ville de Sparte.
L'expression signifie « Athéna de la maison du minerai » et dérive de la reconstruction du temple ou de la nouvelle construction de l'architecte local Gitiades (ca), bronzier et poète, qui a décoré le bâtiment vers le milieu du VIe siècle avec des plaques de minerai (probablement en cuivre ou en bronze), qui étaient décorées de scènes mythologiques enfoncés dans le métal. Il a également créé une nouvelle statue de la déesse à partir de minerai (ou de bois recouvert de métal) et a composé un hymne à sa louange.
L'ensemble du temple, auquel appartenaient diverses dépendances, se trouvait sur le point culminant de la colline au nord de la ville de Sparte, qui était connue dans les temps modernes comme l'Acropole de Sparte.
Le temple d'Athéna Chalkioikos était l'un des sanctuaires les plus importants de Sparte et a existé (au plus tard) du VIIIe siècle av. J.-C. jusqu'au IIe siècle au moins. Les fouilles modernes n'ont mis au jour que quelques vestiges, dont quelques plaques de bronze non décorées.
Dans ce sanctuaire avaient lieu des rassemblements publics, des courses de chevaux et des parades.